# تحفة الأطفال
تحفة الأطفال في تجويد القرآن هو متن منظوم في علم تجويد القرآن، يُدرس في المستوى الابتدائي في طريقة التعليم بالمتون قبل المقدمة الجزرية، اختصت بأحكام النون الساكنة والتنوين والمدود فقط، بأسلوب مبسط للطلبة المبتدئين في علم التجويد.
والمنظومة من تأليف الشيخ سليمان الجمزوري، ومرجعه في ذلك الشيخ الكامل نور الدين بن علي بن عمر بن حمد بن عمر بن ناجي بن فنيش الميهي (1139-1229 هـ) نسبة لبلدة تسمى «ميه» بمدينة المنوفية في مصر. فرغ من نظمها سنة 1198 هـ.

## شروحها
شرح عدد من العلماء هذا النظم، منهم:
- الجمزوري نفسه، وأسمى الشرح «فتح الأقفال بشرح تحفة الأطفال»، وهو مطبوع.
- «منحة ذي الجلال في شرح تحفة الأطفال» لعلي بن محمد بن حسين بن إبراهيم الملقب بالضباع المصري (ت. 1380 هـ)، وهو مطبوع.[2]
- أسامة عبد الوهاب في كتابه «بغية الكمال شرح تحفة الأطفال»، وهو مطبوع.
- محمد الميهي الأحمدي المصري (القرن 13 هـ) في كتابه «فتح الملك المتعال بشرح متن تحفة الأطفال»، مخطوط في مكتبة جامعة محمد بن سعود (رقم 632).[3]
- خالد عزيز إسماعيل في كتابه «فتح المتعال شرح تحفة الأطفال في علم التجويد»، وهو مطبوع.